# Patientia (Schiff)
Die Patientia war eine dänische Fregatte, welche im Jahre 1753 durch einen Sklavenaufstand vor der westafrikanischen Goldküste eine gewisse Berühmtheit erlangte.

## Vorgeschichte
Die Fregatte Patientia, deren Größe mit etwa 70 Lasten angegeben wird, hatte zunächst einem Mann namens Horstmann gehört, der zu jener Zeit ein Leibdiener des Königs Frederik V. von Dänemark gewesen war. Auf Anregung und Vermittlung des königlichen Oberhofmarschalls und Geheimrats Adam Gottlob von Moltke kaufte jedoch Anfang 1753 der König persönlich das Schiff und schenkte es kurz darauf der dänischen Vestindisk-Guineischen Kompagni als Ersatz für das kurz zuvor auf der Überfahrt von Westindien nach Dänemark verloren gegangene Schiff Sorgenfrey. Unter der Führung von Kapitän Ole Erichsen und im Auftrag der Vestindisk-Guineischen Kompagni segelte die Patientia kurze Zeit später in Richtung Goldküste ab, wo sie am 8. März 1753 vor Christiansborg eintraf.

## Aufstand
Am 30. Juli 1753 setzte man erneut Segel und stach mit Südsüdwest-Wind in Richtung Westindische Inseln in See. An Bord waren 275 Sklaven (156 Männer, 82 Frauen, 33 Jungen und 6 Mädchen), welche man insgesamt für 26.561 Reichstaler im Gegenwert zu europäischen Waren eingekauft hatte. Ferner hatte man an Bord: 301 1/8 Lot Gold, das man für 2409 Reichstaler eingekauft hatte, neben 62 „großen“ Elefantenzähnen (2505½ Pfund) im Werte von 1001 Reichstaler und 108 „Creveller“ (1058 Pfund) für 175 Reichstaler.
Am Sonntagmorgen des 5. August 1753, gegen 7.30 Uhr kam es jedoch an Bord zu einem Sklavenaufstand unter der Führung eines Mannes namens Anim aus der Krepi-Region. Da die Aufständischen sich nach und nach des Schiffes bemächtigten und man sich gerade etwa 8 Meilen vor der Küste zwischen Anomabu und Cape Coast befand, lieg man eiligst die Reede von Annamaboe und schließlich Cape Coast an, wo jedoch 249 der an Bord befindlichen 275 Sklaven die Übersetzung an Land und damit die Flucht gelang. Mit Hilfe der Engländer vom Festland und des vor Ort liegenden englischen Schiffes Triton unter Kapitän J. Chilcott aus Bristol, konnte nach mehrtägigen Kämpfen die Hetzjagd schließlich eingestellt werden, wobei es den Engländern gelungen war, 66 der Entflohenen wieder einzufangen. Zwei Sklaven wurden bei den Kämpfen getötet.
Kapitän Ole Erichsen musste jedoch 13 Männer und 4 Frauen den Engländern als Bergelohn überlassen, die anderen (33 Männer, 10 Frauen, 1 Junge und 1 Mädchen) konnten man für 106 Unzen von den Engländern zurückkaufen. Insgesamt kauften die Dänen im Fort noch weitere 75 Sklaven für insgesamt 5185 Reichstaler dazu.
Am 30. September 1753 segelte die Patientia erneut mit 165 Sklaven an Bord in Richtung Westindien ab.
Am 24. Mai 1754 war die Patientia wieder in Kopenhagen. Die Überfahrt nach und von Westindien war ohne weitere Störungen verlaufen. Trotz der geflohenen Sklaven war die Fahrt ein wirtschaftlicher Erfolg.